# Anita Dahlberg
Siv Gertrud Anita Dahlberg, född 8 mars 1936 i Vårdinge församling, Södermanlands län, är en svensk jurist.
Dahlberg, som är dotter till ladugårdsförman Edvin Nilsson och Emy Pettersson, blev juris kandidat vid Uppsala universitet 1963, genomförde tingstjänstgöring 1963–1967, var byråsekreterare och byrådirektör vid Riksförsäkringsverket 1968–1972, föredragande i Försäkringsdomstolen 1970–1972, extra universitetslektor vid Socialhögskolan i Stockholm 1972–1979, vikarierande universitetslektor vid Stockholms universitet 1979–1986 och högskolelektor i rättsvetenskap vid Stockholms universitet från 1987. 
Dahlberg genomförde forskningsprojekten Aktivt jämställdhetsarbete och diskrimineringsanmälningar vid Arbetslivscentrum 1981–1984, Jämställdhetsarbete i Stockholms kommun genom Arbetarskyddsfonden 1984–1986 och studien Genussystemet och rätten i välfärdsstaten inom projektet Kvinnorna i välfärdsstaten - studier i genussystemets maktstruktur inom Maktutredningen från 1986. Hon var biträdande sekreterare i  Arbetarskyddsfonden 1984–1985, expert i utredningen om kvinnorepresentation 1986 samt en av grundarna av Forum för kvinnliga forskare och kvinnoforskning i Stockholm och Nordiskt forum för kvinnoforskning. 